# Yénier Márquez
Yénier Márquez Molina (Corralillo, 3 gennaio 1979) è un ex calciatore cubano, di ruolo difensore.

## Carriera

### Club
Márquez ha giocato per un solo club in tutta la sua carriera professionistica, il Villa Clara, squadra cubana nella quale ha gioca dal 1999 al 2015.

### Nazionale
Con la Nazionale cubana Márquez ha giocato le partite delle qualificazioni ai Mondiali del 2002, 2006 e 2010, la fase finale della CONCACAF Gold Cup nel 2002, 2003, 2005, 2007 e 2011 e la Coppa dei Caraibi nel 2001, 2005, 2007, 2008 e 2010.

## Palmarès

### Club
- Campionato cubano: 2

Villa Clara: 2001-2002, 2003-2004